# Matthias Rozemond
Matthias Rozemond (Voorburg, 1962) is een Nederlands schrijver van met name historische romans.

## Biografie
Rozemond studeerde Duitse taal- en letterkunde, werkte kort bij een Duitse uitgeverij en is sindsdien verbonden aan het Rudolf Steinercollege in Haarlem.
Na het vertalen en zelf schrijven van poëzie, legde hij zich een poos toe op toneelstukken. In 2012 verscheen zijn historische roman De rattenlijn, over oorlogsmisdadigers uit de Tweede Wereldoorlog die naar Zuid-Amerika vluchten.
Vervolgens schreef hij twee romans over Hollandse schilders, De Duivelskunstenaar over Jeroen Bosch en Het Spel van Licht en Donker over Rembrandt. Beide romans werden eveneens geroemd om hun authentieke sfeertekening.

### Poëzie
- 1998 - Ken je het land waar de citroenen bloeien? (Goethe-vertalingen, Bert Bakker)
- 1999 - Goethe voor kinderen (Goethe-vertalingen, Fontein)
- 2000 - Schepijs op zomeravonden (De Beuk)

### Romans
- 2007 - Apollovlinder (literaire thriller, Karakter)
- 2008 - Schimmenspel (literaire thriller, Querido)
- 2010 - Enkele reis Sicilië (literaire thriller, Querido)
- 2012 - De rattenlijn (historische roman, Lemniscaat)
- 2016 - De duivelskunstenaar (historische roman, Luitingh-Sijthoff)
- 2018 - Het spel van licht en donker (historische roman, Luitingh-Sijthoff)
- 2021 - Amalia (historische roman, Luitingh-Sijthoff)
- 2022 - Hoogheid: De troebele jaren van Amalia (historische roman, Luitingh-Sijthoff)
- 2023 - Melkmeisje (historische roman, Luitingh-Sijthoff)
- 2024 - Magdalena (historische roman, Luitingh-Sijthoff)